# Dichotomocladium hesseltinei
Dichotomocladium hesseltinei är en svampart som först beskrevs av B.S. Mehrotra & A.K. Sarbhoy, och fick sitt nu gällande namn av Benny & R.K. Benj. 1975. Dichotomocladium hesseltinei ingår i släktet Dichotomocladium och familjen Syncephalastraceae.   Inga underarter finns listade i Catalogue of Life.